# Mirjam Burkhard
Mirjam Burkhard (circa 1956/1957) is een Surinaams taekwondoka. Zij is de eerste vrouwelijke zwartebander van Suriname in deze sport.

## Biografie
Mirjam Burkhard werd in circa 1956/1957 geboren en was een taekwondoleerlinge van Frank Doelwijt. Zij legde het examen voor de zwarte band af in april 1979 bij de Zuid-Koreaanse generaal en 9e dan taekwondoka Choi Hong-hi. Die was op dat moment in Suriname op uitnodiging van Doelwijt. Ze was een uit tien examenkandidaten en was de eerste Surinaamse vrouw met een zwarte band in taekwondo.
In augustus 1979 ging ze met vijf andere zwartebanders naar Canada voor een training van zeven weken bij de Zuid-Koreaanse grootmeester Park Jong-soo en voor deelname aan de CNE Open in Toronto. Burkhard won bij de dames en werd uitgeroepen tot de Grand Champion van het toernooi. In 1980 streed ze in Toronto opnieuw voor de titel en behaalde de zilveren medaille. Naast taekwondo was ze actief in de ruitersport.
Van 1981 tot 1984 was ze in de Verenigde Staten voor studie aan de Universiteit van Texas in Austin. Hier slaagde ze voor een bachelorgraad in bouwkunde (architectural engineering). In 2013 slaagde ze als Master of Science aan de faculteit voor sociologie van de Erasmus Universiteit Rotterdam.

## Palmares
- 1979:  CNE Open Toronto
- 1980:  CNE Open Toronto